# Olympische Sommerspiele 1952/Leichtathletik – 400 m (Männer)

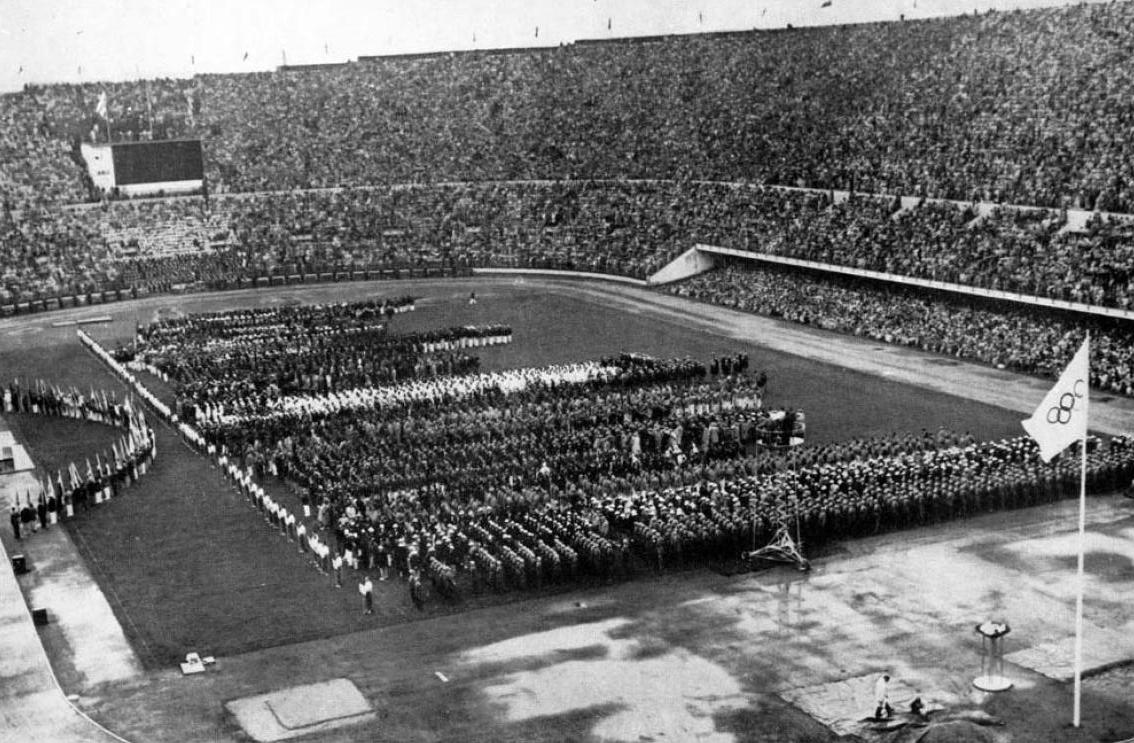
Eröffnungsfeier bei den Olympischen Spielen in Helsinki

Der 400-Meter-Lauf der Männer bei den Olympischen Spielen 1952 in Helsinki wurde am 24. und 25. Juli 1952 im Olympiastadion in Helsinki ausgetragen. 71 Athleten nahmen teil.
Olympiasieger wurde George Rhoden aus Jamaika. Er gewann vor seinem Landsmann Herb McKenley und dem US-Amerikaner Ollie Matson.

## Rekorde

### Bestehende Rekorde
| Weltrekord         | 45,8 s | George Rhoden ( Jamaika) | Eskilstuna, Schweden             | 22. August 1950 |
| Olympischer Rekord | 46,2 s | Bill Carr ( USA)         | Finale OS Los Angeles, USA       | 5. August 1932  |
| Olympischer Rekord | 46,2 s | Arthur Wint ( Jamaika)   | Finale OS London, Großbritannien | 5. August 1948  |

### Rekordverbesserung
Die beiden im Finale am 25. Juli erstplatzierten Jamaikaner George Rhoden und Herb McKenley verbesserten den bestehenden olympischen Rekord in diesem Finale um drei Zehntelsekunden auf 45,9 s. Zu George Rhodens Weltrekord fehlte nur eine Zehntelsekunde.

## Durchführung des Wettbewerbs
Die Läufer traten am 24. Juli zu zwölf Vorläufen an. Die jeweils zwei Erstplatzierten – hellblau unterlegt – qualifizierten sich für das Viertelfinale am selben Tag. Aus dem Viertelfinale erreichten die jeweils drei schnellsten Athleten – wiederum hellblau unterlegt – das Halbfinale, welches wie das Finale am 25. Juli ausgetragen wurde. Für das Finale qualifizierten sich aus den Vorentscheidungen die jeweils ersten drei Wettbewerber – hellblau unterlegt.
Anmerkung: Die qualifizierten Athleten sind hellblau unterlegt.

## Zeitplan
24. Juli, 15.20 Uhr: Vorläufe

24. Juli, 18.35 Uhr: Viertelfinale

25. Juli, 15.00 Uhr: Halbfinale

25. Juli, 17.05 Uhr: Finale

## Vorläufe
Datum: 24. Juli 1952, ab 15:20 Uhr

### Vorlauf 1
| Platz | Name                | Nation         | Offizielle Zeit handgestoppt | Inoffizielle Zeit elektronisch |
| ----- | ------------------- | -------------- | ---------------------------- | ------------------------------ |
| 1     | Karl-Friedrich Haas | BR Deutschland | 47,5 s                       | 47,58 s                        |
| 2     | Leslie Lewis        | Großbritannien | 47,8 s                       | 47,95 s                        |
| 3     | Edwin Carr          | Australien     | 48,0 s                       | 48,23 s                        |
| 4     | Zoltán Adamik       | Ungarn         | 48,5 s                       | 48,70 s                        |
| 5     | Evelio Planas       | Kuba           | 49,4 s                       | 49,44 s                        |
| 6     | Abdul Rehman        | Pakistan       | 51,2 s                       | 51,47 s                        |
| DNS   | Vasilios Mavroidis  | Griechenland   |                              |                                |

### Vorlauf 2
| Platz | Name                     | Nation                | Offizielle Zeit handgestoppt | Inoffizielle Zeit elektronisch |
| ----- | ------------------------ | --------------------- | ---------------------------- | ------------------------------ |
| 1     | Ardalion Ignatjew        | Sowjetunion           | 48,1 s                       | 48,22 s                        |
| 2     | Rolf Back                | Finnland              | 48,5 s                       | 48,58 s                        |
| 3     | Rupert Blöch             | Österreich            | 49,6 s                       | 49,82 s                        |
| 4     | Gérard Rasquin           | Luxemburg             | 50,0 s                       | 50,12 s                        |
| 5     | John Anderton            | Südafrikanische Union | 50,3 s                       | 50,35 s                        |
| 6     | Pongummart Ummarttayakul | Thailand              | 52,9 s                       | 53,23 s                        |

### Vorlauf 3
| Platz | Name            | Nation   | Offizielle Zeit handgestoppt | Inoffizielle Zeit elektronisch |
| ----- | --------------- | -------- | ---------------------------- | ------------------------------ |
| 1     | Arthur Wint     | Jamaika  | 47,3 s                       | 47,42 s                        |
| 2     | Jack Carroll    | Kanada   | 48,0 s                       | 48,05 s                        |
| 3     | Egon Solymossy  | Ungarn   | 49,2 s                       | 49,32 s                        |
| 4     | Josef Steger    | Schweiz  | 49,2 s                       | 49,35 s                        |
| 5     | Jaakko Suikkari | Finnland | 50,9 s                       | 50,92 s                        |
| 6     | Aurang Zeb      | Pakistan | 51,0 s                       | 51,25 s                        |
| DNS   | Jimmy Reardon   | Irland   |                              |                                |

### Vorlauf 4
| Platz | Name                 | Nation         | Offizielle Zeit handgestoppt | Inoffizielle Zeit elektronisch |
| ----- | -------------------- | -------------- | ---------------------------- | ------------------------------ |
| 1     | Lars-Erik Wolfbrandt | Schweden       | 48,4 s                       | 48,57 s                        |
| 2     | Terry Higgins        | Großbritannien | 48,7 s                       | 48,77 s                        |
| 3     | Junkichi Matoba      | Japan          | 49,4 s                       | 49,57 s                        |
| 4     | Vassilios Sillis     | Griechenland   | 49,7 s                       | 49,79 s                        |
| 5     | Doğan Acarbay        | Türkei         | 50,7 s                       | 50,83 s                        |
| 6     | Ivan Jacob           | Indien         | 51,3 s                       | 51,48 s                        |
| DNS   | Cirilo McSween       | Panama         |                              |                                |

### Vorlauf 5

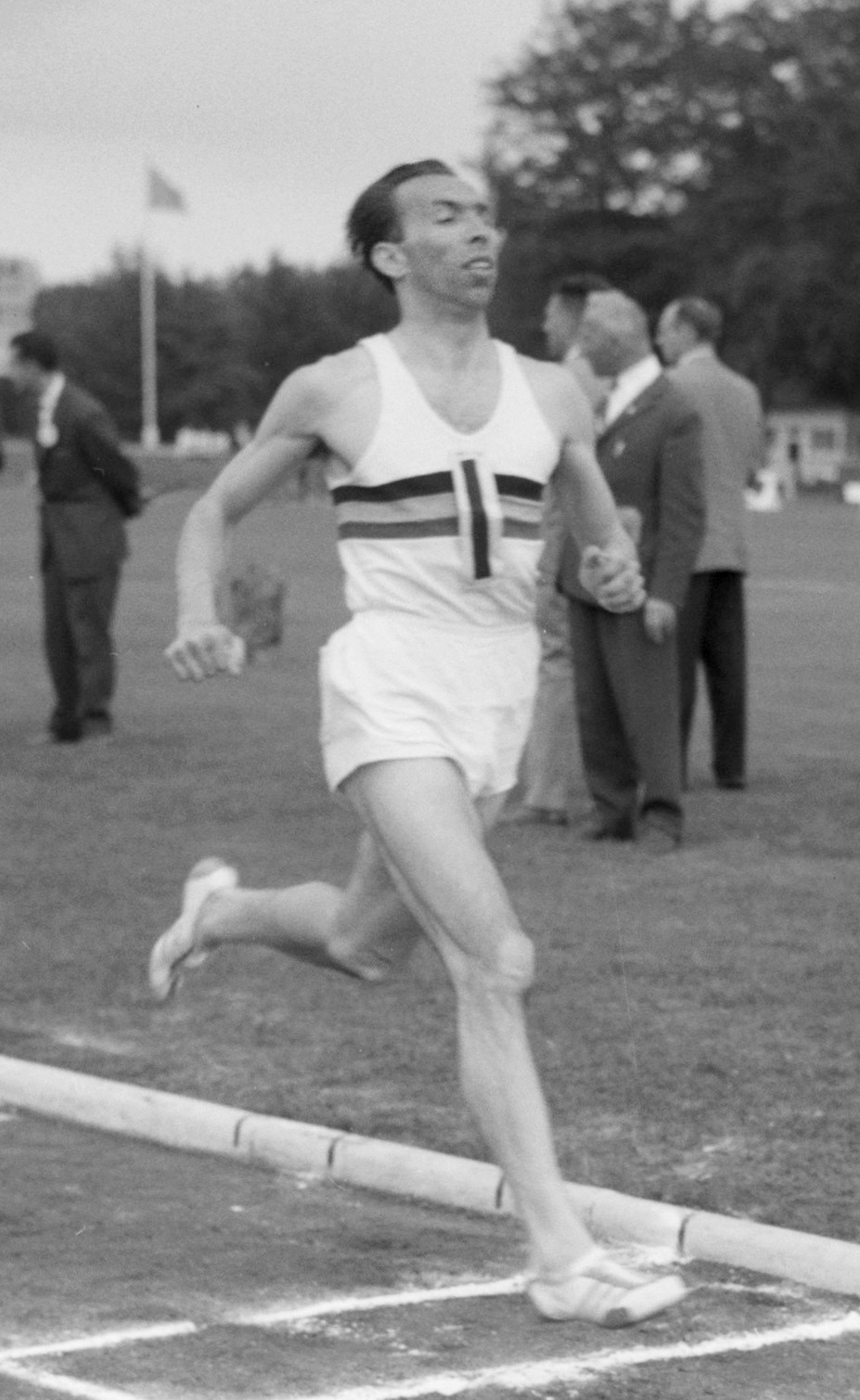
Roger Moens (später vor allem über 800 Meter erfolgreich) schied als Dritter des fünften Vorlaufs aus

| Platz | Name             | Nation                | Offizielle Zeit handgestoppt | Inoffizielle Zeit elektronisch |
| ----- | ---------------- | --------------------- | ---------------------------- | ------------------------------ |
| 1     | Herb McKenley    | Jamaika               | 48,0 s                       | 48,09 s                        |
| 2     | Louis van Biljon | Südafrikanische Union | 48,1 s                       | 48,31 s                        |
| 3     | Roger Moens      | Belgien               | 48,6 s                       | 48,71 s                        |
| 4     | Ferenc Bánhalmi  | Ungarn                | 49,4 s                       | 49,55 s                        |
| 5     | Arie Gill-Glick  | Israel                | 50,2 s                       | 50,27 s                        |
| 6     | Ernst von Gunten | Schweiz               | 50,7 s                       | 50,88 s                        |
| DSQ   | Tage Ekfeldt     | Schweden              |                              |                                |

### Vorlauf 6
| Platz | Name                | Nation    | Offizielle Zeit handgestoppt | Inoffizielle Zeit elektronisch |
| ----- | ------------------- | --------- | ---------------------------- | ------------------------------ |
| 1     | Mal Whitfield       | USA       | 48,6 s                       | 48,68 s                        |
| 2     | Guillermo Gutiérrez | Venezuela | 48,7 s                       | 48,82 s                        |
| 3     | Gianni Rocca        | Italien   | 49,2 s                       | 49,51 s                        |
| 4     | Gösta Brännström    | Schweden  | 50,1 s                       | 50,32 s                        |
| 5     | Javier Souza        | Mexiko    | 50,3 s                       | 50,47 s                        |
| 6     | Emin Doybak         | Türkei    | 51,1 s                       | 51,34 s                        |
| 7     | Fernando Casimiro   | Portugal  | 52,2 s                       | 52,33 s                        |

### Vorlauf 7
| Platz | Name              | Nation     | Offizielle Zeit handgestoppt | Inoffizielle Zeit elektronisch |
| ----- | ----------------- | ---------- | ---------------------------- | ------------------------------ |
| 1     | Jacques Degats    | Frankreich | 48,5 s                       | 48,60 s                        |
| 2     | Morris Curotta    | Australien | 48,7 s                       | 48,87 s                        |
| 3     | Vincenzo Lombardo | Italien    | 49,3 s                       | 49,53 s                        |
| 4     | Rudolf Haidegger  | Österreich | 49,9 s                       | 50,01 s                        |
| 5     | Albert Lowagie    | Belgien    | 50,1 s                       | 50,26 s                        |
| DNS   | Knud Schibsbye    | Dänemark   |                              |                                |
| DNS   | Samuel LaBeach    | Panama     |                              |                                |

### Vorlauf 8
| Platz | Name                | Nation           | Offizielle Zeit handgestoppt | Inoffizielle Zeit elektronisch |
| ----- | ------------------- | ---------------- | ---------------------------- | ------------------------------ |
| 1     | Hans Geister        | BR Deutschland   | 47,9 s                       | 47,99 s                        |
| 2     | Yves Camus          | Frankreich       | 48,0 s                       | 48,06 s                        |
| 3     | Milan Fillo         | Tschechoslowakei | 48,7 s                       | 48,91 s                        |
| 4     | Guðmundur Lárusson  | Island           | 49,7 s                       | 49,81 s                        |
| 5     | Sompop Svadanandana | Thailand         | 53,6 s                       | 53,68 s                        |
| 6     | Jeremías Stokes     | Guatemala        | 53,6 s                       | 53,81 s                        |
| DNS   | Gustavo Ehlers      | Chile            |                              |                                |

### Vorlauf 9

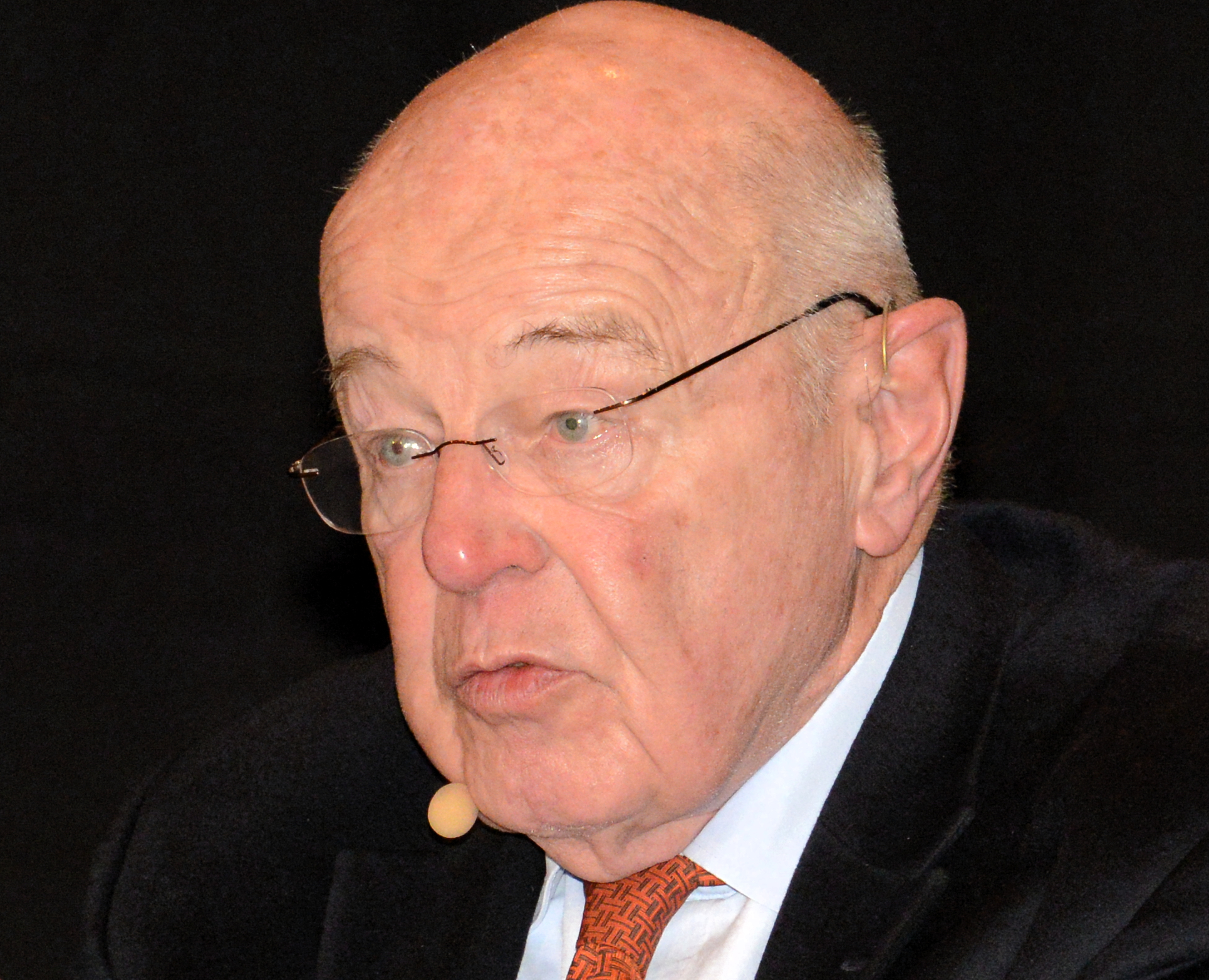
Jean Hamilius (hier als Politiker im Jahr 2015) – ausgeschieden als Sechster des neunten Vorlaufs
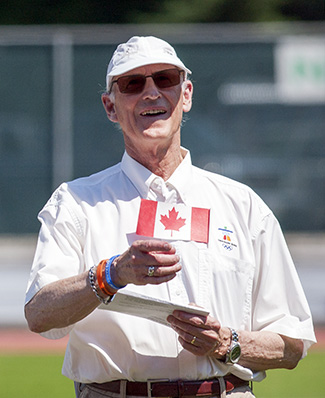
Doug Clement (Aufnahme von 2013) – ausgeschieden als Fünfter des zehnten Vorlaufs

| Platz | Name                | Nation         | Offizielle Zeit handgestoppt | Inoffizielle Zeit elektronisch |
| ----- | ------------------- | -------------- | ---------------------------- | ------------------------------ |
| 1     | Gene Cole           | USA            | 48,3 s                       | 48,44 s                        |
| 2     | Alan Dick           | Großbritannien | 48,7 s                       | 48,84 s                        |
| 3     | Edmunds Pīlāgs      | Sowjetunion    | 49,2 s                       | 49,29 s                        |
| 4     | Angel García        | Kuba           | 49,2 s                       | 49,34 s                        |
| 5     | Antoine Uyterhoeven | Belgien        | 50,0 s                       | 50,21 s                        |
| 6     | Jean Hamilius       | Luxemburg      | 50,3 s                       | 50,75 s                        |
| DNS   | José Fórmica        | Spanien        |                              |                                |

### Vorlauf 10
| Platz | Name                | Nation     | Offizielle Zeit handgestoppt | Inoffizielle Zeit elektronisch |
| ----- | ------------------- | ---------- | ---------------------------- | ------------------------------ |
| 1     | George Rhoden       | Jamaika    | 48,1 s                       | 48,28 s                        |
| 2     | Gerard Mach         | Polen      | 48,5 s                       | 48,64 s                        |
| 3     | Paul Dolan          | Irland     | 48,5 s                       | 48,81 s                        |
| 4     | Jean-Pierre Goudeau | Frankreich | 48,8 s                       | 48,94 s                        |
| 5     | Doug Clement        | Kanada     | 50,0 s                       | 50,19 s                        |
| DNS   | Eom Pal-Yong        | Südkorea   |                              |                                |
| DNS   | Ekrem Koçak         | Türkei     |                              |                                |

### Vorlauf 11
| Platz | Name          | Nation      | Offizielle Zeit handgestoppt | Inoffizielle Zeit elektronisch |
| ----- | ------------- | ----------- | ---------------------------- | ------------------------------ |
| 1     | James Lavery  | Kanada      | 48,4 s                       | 48,47 s                        |
| 2     | Juri Litujew  | Sowjetunion | 48,8 s                       | 49,01 s                        |
| 3     | Frank Rivera  | Puerto Rico | 49,3 s                       | 49,48 s                        |
| 4     | Antonio Siddi | Italien     | 50,9 s                       | 51,03 s                        |
| DNS   | Clayton Clark | Panama      |                              |                                |
| DNS   | Eitaro Okano  | Japan       |                              |                                |

### Vorlauf 12
| Platz | Name                 | Nation                | Offizielle Zeit handgestoppt | Inoffizielle Zeit elektronisch |
| ----- | -------------------- | --------------------- | ---------------------------- | ------------------------------ |
| 1     | Ollie Matson         | USA                   | 48,1 s                       | 48,17 s                        |
| 2     | Hans Ernst Schneider | Schweiz               | 48,7 s                       | 48,86 s                        |
| 3     | Argemiro Roque       | Brasilien             | 48,9 s                       | 49,05 s                        |
| 4     | Schalk Booysen       | Südafrikanische Union | 49,0 s                       | 49,17 s                        |
| 5     | Jiří David           | Tschechoslowakei      | 49,1 s                       | 49,23 s                        |
| 6     | Fred Hammer          | Luxemburg             | 49,6 s                       | 49,90 s                        |
| 7     | Sven-Oswald Mildh    | Finnland              | 50,2 s                       | 50,36 s                        |

## Viertelfinale
Datum: 24. Juli 1952, ab 18:35 Uhr

### Lauf 1
| Platz | Name                 | Nation         | Offizielle Zeit handgestoppt | Inoffizielle Zeit elektronisch |
| ----- | -------------------- | -------------- | ---------------------------- | ------------------------------ |
| 1     | Arthur Wint          | Jamaika        | 46,9 s                       | 46,98 s                        |
| 2     | James Lavery         | Kanada         | 47,5 s                       | 47,67 s                        |
| 3     | Lars-Erik Wolfbrandt | Schweden       | 47,8 s                       | 48,08 s                        |
| 4     | Guillermo Gutiérrez  | Venezuela      | 48,6 s                       | 48,75 s                        |
| 5     | Leslie Lewis         | Großbritannien | 49,0 s                       | 49,09 s                        |
| 6     | Hans Ernst Schneider | Schweiz        | 49,2 s                       | 49,32 s                        |

### Lauf 2
| Platz | Name                | Nation         | Offizielle Zeit handgestoppt | Inoffizielle Zeit elektronisch |
| ----- | ------------------- | -------------- | ---------------------------- | ------------------------------ |
| 1     | George Rhoden       | Jamaika        | 47,2 s                       | 47,24 s                        |
| 2     | Ollie Matson        | USA            | 47,4 s                       | 47,53 s                        |
| 3     | Karl-Friedrich Haas | BR Deutschland | 47,4 s                       | 47,66 s                        |
| 4     | Morris Curotta      | Australien     | 48,8 s                       | 48,86 s                        |
| 5     | Rolf Back           | Finnland       | 51,1 s                       | 51,53 s                        |
| DNS   | Juri Litujew        | Sowjetunion    |                              |                                |

### Lauf 3
| Platz | Name             | Nation                | Offizielle Zeit handgestoppt | Inoffizielle Zeit elektronisch |
| ----- | ---------------- | --------------------- | ---------------------------- | ------------------------------ |
| 1     | Mal Whitfield    | USA                   | 47,6 s                       | 47,74 s                        |
| 2     | Hans Geister     | BR Deutschland        | 47,7 s                       | 47,81 s                        |
| 3     | Jack Carroll     | Kanada                | 47,7 s                       | 47,82 s                        |
| 4     | Louis van Biljon | Südafrikanische Union | 48,5 s                       | 48,63 s                        |
| 5     | Jacques Degats   | Frankreich            | 48,8 s                       | 48,90 s                        |
| 6     | Alan Dick        | Großbritannien        | 49,0 s                       | 49,20 s                        |

### Lauf 4

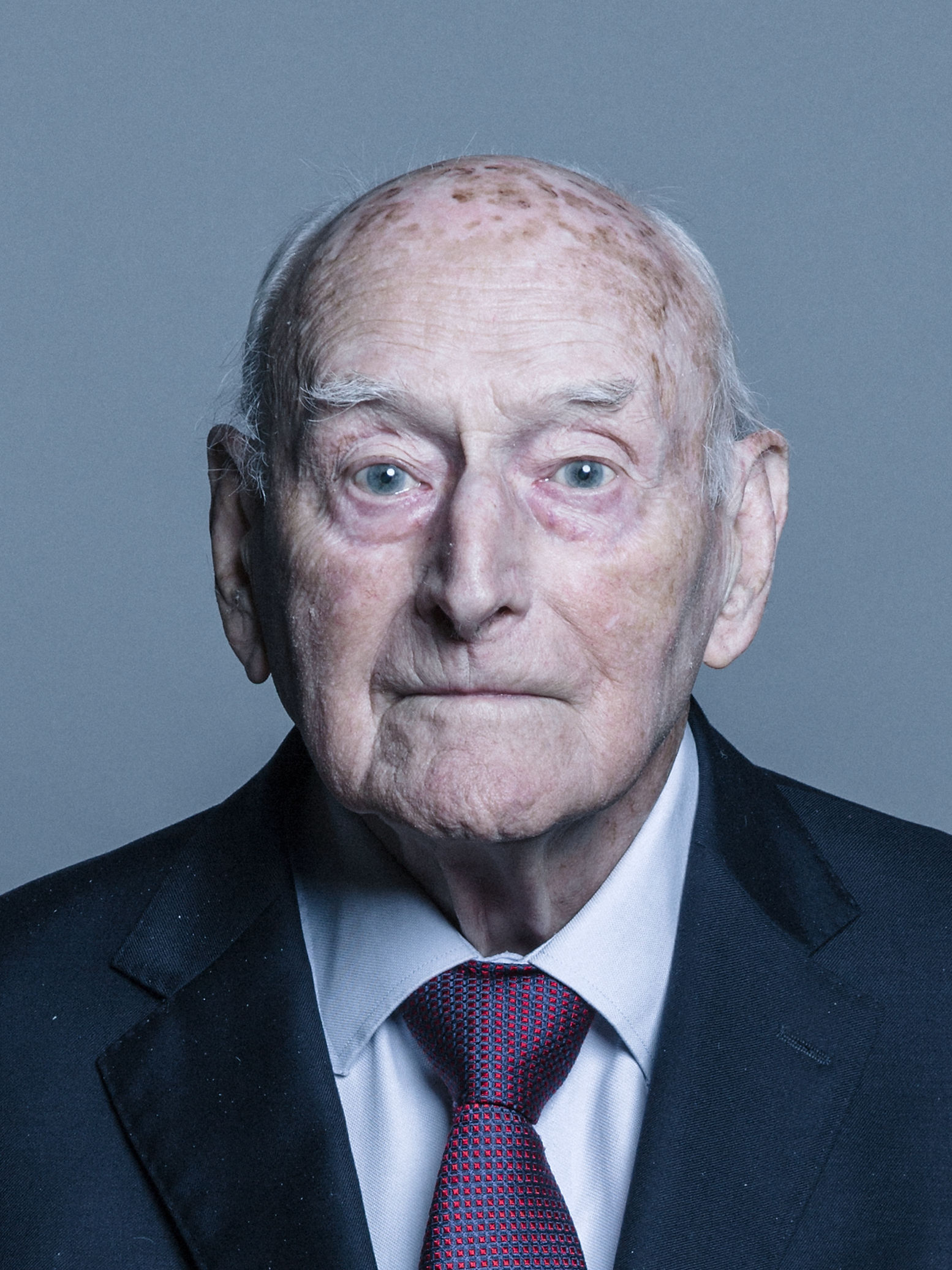
Terry Higgins (Baron Higgins als Politiker im Jahr 2018) schied als Fünfter des vierten Viertelfinals aus

| Platz | Name              | Nation         | Offizielle Zeit handgestoppt | Inoffizielle Zeit elektronisch |
| ----- | ----------------- | -------------- | ---------------------------- | ------------------------------ |
| 1     | Herb McKenley     | Jamaika        | 47,4 s                       | 47,56 s                        |
| 2     | Gene Cole         | USA            | 47,7 s                       | 47,88 s                        |
| 3     | Ardalion Ignatjew | Sowjetunion    | 48,0 s                       | 48,25 s                        |
| 4     | Yves Camus        | Frankreich     | 48,1 s                       | 48,43 s                        |
| 5     | Terry Higgins     | Großbritannien | 49,1 s                       | 49,22 s                        |
| DNS   | Gerard Mach       | Polen          |                              |                                |

## Halbfinale
Datum: 25. Juli 1952, ab 15:00 Uhr

### Lauf 1
| Platz | Name                | Nation         | Offizielle Zeit handgestoppt | Inoffizielle Zeit elektronisch |
| ----- | ------------------- | -------------- | ---------------------------- | ------------------------------ |
| 1     | Arthur Wint         | Jamaika        | 46,3 s                       | 46,38 s                        |
| 2     | Karl-Friedrich Haas | BR Deutschland | 46,4 s                       | 46,56 s                        |
| 3     | Mal Whitfield       | USA            | 46,4 s                       | 46,64 s                        |
| 4     | Gene Cole           | USA            | 46,8 s                       | 46,94 s                        |
| 5     | Ardalion Ignatjew   | Sowjetunion    | 47,4 s                       | 47,49 s                        |
| 6     | James Lavery        | Kanada         | 47,7 s                       | 47,83 s                        |

### Lauf 2
| Platz | Name                 | Nation         | Offizielle Zeit handgestoppt | Inoffizielle Zeit elektronisch |
| ----- | -------------------- | -------------- | ---------------------------- | ------------------------------ |
| 1     | Herb McKenley        | Jamaika        | 46,4 s                       | 46,53 s                        |
| 2     | George Rhoden        | Jamaika        | 46,5 s                       | 46,61 s                        |
| 3     | Ollie Matson         | USA            | 46,7 s                       | 46,99 s                        |
| 4     | Hans Geister         | BR Deutschland | 46,7 s                       | 47,00 s                        |
| 5     | Jack Carroll         | Kanada         | 47,4 s                       | 47,61 s                        |
| DNS   | Lars-Erik Wolfbrandt | Schweden       |                              |                                |

## Finale
Datum: 25. Juli 1952, ab 15:00 Uhr
| Platz | Name                | Nation         | Offizielle Zeit handgestoppt | Inoffizielle Zeit elektronisch |
| ----- | ------------------- | -------------- | ---------------------------- | ------------------------------ |
| 1     | George Rhoden       | Jamaika        | 45,9 s OR                    | 46,09 s                        |
| 2     | Herb McKenley       | Jamaika        | 45,9 s OR                    | 46,20 s                        |
| 3     | Ollie Matson        | USA            | 46,8 s000                    | 46,94 s                        |
| 4     | Karl-Friedrich Haas | BR Deutschland | 47,0 s000                    | 47,22 s                        |
| 5     | Arthur Wint         | Jamaika        | 47,0 s000                    | 47,24 s                        |
| 6     | Mal Whitfield       | USA            | 47,1 s000                    | 47,30 s                        |

Die Jamaikaner Herb McKenley, George Rhoden und Arthur Wint galten als Favoriten auf den Olympiasieg, es wurde fast mit einem Dreifacherfolg gerechnet.
McKenley, 1948 Olympiazweiter hinter Wint, wollte es diesmal richtig machen und nicht zu schnell angehen. Seine Taktik gegenüber Wint ging auch glänzend auf. Dieser übernahm im Finale früh die Führung, konnte aber das Tempo nicht halten. Doch jetzt war es Rhoden, der sich als der stärkste Gegner für McKenley erwies. Rhoden überholte Wint noch vor der Zielgeraden, auch McKenley zog an Wint vorbei und schloss zu Rhoden noch einmal ganz eng auf. Beide kamen handgestoppt mit derselben Zeit ins Ziel. Es reichte aber nicht mehr zum Sieg für McKenley. Wint fiel bis auf Platz fünf zurück.
Mit 45,9 s stellten die beiden Erstplatzierten einen neuen olympischen Rekord auf. Die inoffizielle elektronische Messung wies allerdings einen Unterschied von elf Hundertstelsekunden zwischen beiden Läufern aus.
Ollie Matson gewann mit seiner Bronzemedaille die siebzehnte Medaille im zwölften olympischen Finale für die USA.

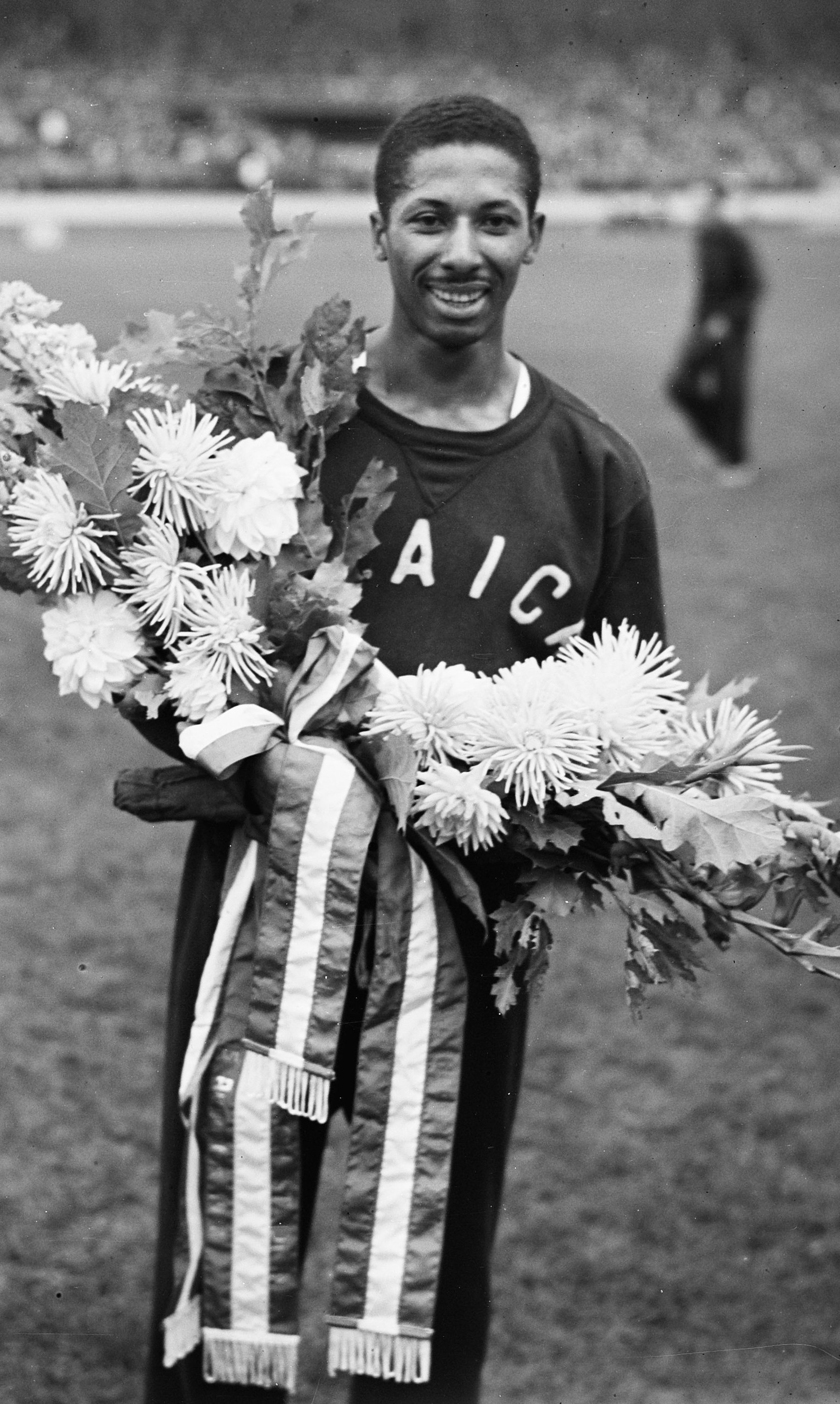
Wie schon 1948 gab es wieder Silber für Herb McKenley
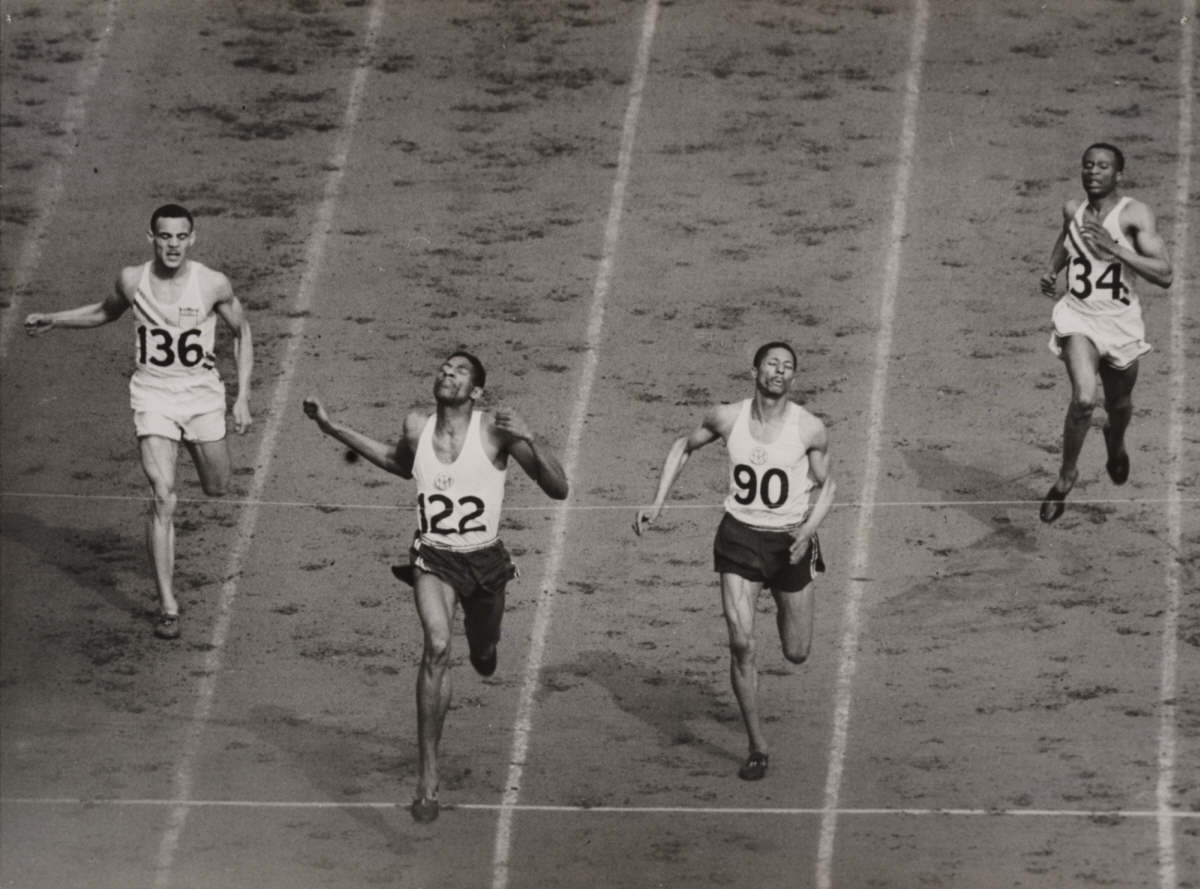
Arthur Wint (mit der Nr. 122 bei seinem Olympiasieg 1948) belegte diesmal Rang fünf
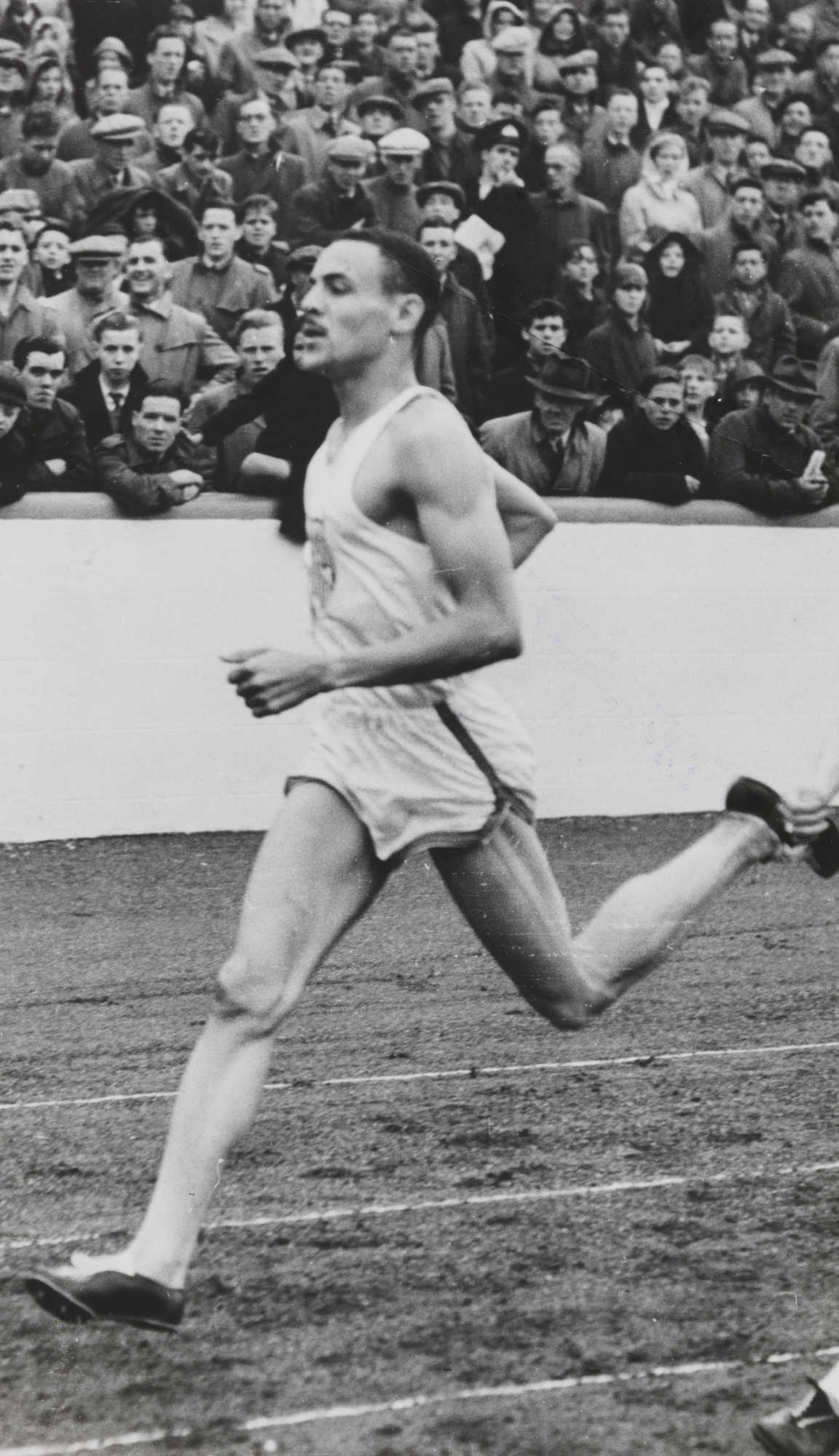
Im Finale auf dem sechsten Platz: Mal Whitfield, Bronzemedaillengewinner von 1948 und zweifacher Olympiasieger über 800 Meter (1948/1952)

## Video
- Helsinki 1952, George Rhoden, 400m (Amateur Footage), youtube.com, abgerufen am 25. September 2017